# Marianna Tolo
Marianna Tolo (ur. 2 lipca 1989 w Mackay) – australijska koszykarka, występująca na pozycji środkowej, reprezentantka kraju, olimpijka, aktualnie zawodniczka zespołu Canberra Capitals.

## Osiągnięcia
Stan na 9 sierpnia 2020, na podstawie, o ile nie zaznaczono inaczej.

### Drużynowe
- Mistrzyni:
  - Francji (2015)
  - Australii (WNBL – 2009, 2010, 2019, 2020)
- Wicemistrzyni:
  - Francji (2014)
  - Australii (2011)
- Zdobywczyni:
  - Pucharu Francji (2014)
  - Superpucharu Francji (2014)
- Finalistka Pucharu Francji (2015)

### Indywidualne
- MVP zagraniczna francuskiej ligi LFB (2013)
- Defensywna zawodniczka roku WNBL (2017)
- Zaliczona do I składu WNBL (2011, 2017)
- Liderka WNBL w blokach (2010, 2012, 2019)

### Reprezentacja
- Mistrzyni Oceanii (2007, 2009, 2011, 2013)
- Wicemistrzyni Azji (2017)
- Brązowa medalistka:
  - olimpijska (2024)[4]
  - mistrzostw świata (2014)
  - uniwersjady (2009)
- Uczestniczka:
  - mistrzostw świata:
    - 2010 – 5. miejsce, 2014
    - U–19 (2007 – 5. miejsce)

  - igrzysk olimpijskich (2016 – 5. miejsce)
- Liderka:
  - mistrzostw świata w skuteczności rzutów z gry (2014 – 56%)[5]
  - igrzysk olimpijskich w skuteczności rzutów wolnych (100% – 2020)[6]